# Brachycyrtus obelix
Brachycyrtus obelix là một loài tò vò trong họ Ichneumonidae.